# Bertholdia grisescens
Bertholdia grisescens là một loài bướm đêm thuộc phân họ Arctiinae, họ Erebidae.